# Індраджаяварман
Індраджаяварман (кхмер. ឥន្រ្ទវរ្ម័នទី៤) — правитель Кхмерської імперії.

## Правління
Період його правління нічим важливим не відзначився. Відомо лише, що в той час було зведено останній індуїстський храм Ангкора, названий на честь родини брахманів, що його збудувала — Мангаларатха.